# Dhurkauli
Dhurkauli – gaun wikas samiti w środkowej części Nepalu  w strefie Dźanakpur w dystrykcie Sarlahi. Według nepalskiego spisu powszechnego z 2001 roku liczył on 1497 gospodarstw domowych i 8500 mieszkańców (4229 kobiet i 4271 mężczyzn).